# 書道

『風信帖』 空海書 京都・東寺蔵

『蘭亭序』（部分）王羲之

書道（しょどう）または書（しょ）とは、書くことで文字の美しさを表そうとする東洋の造形芸術である。カリグラフィーの一種。中国が起源であり従来より漢字作品があるが、日本語圏においては漢字から派生した仮名、朝鮮語圏（朝鮮の書芸）ではハングル、ベトナム語圏（ベトナムの書法）では同じく漢字から派生したチュノムやローマンアルファベットを使用するクォック・グーなどでも創作活動が行われている。2009年に中国の書道が、ユネスコの無形文化遺産に登録された。
本項では主に中国語圏及び日本語圏の書道について述べる。それ以外の文字・地域については書 (造形芸術)を参照。

## 概説

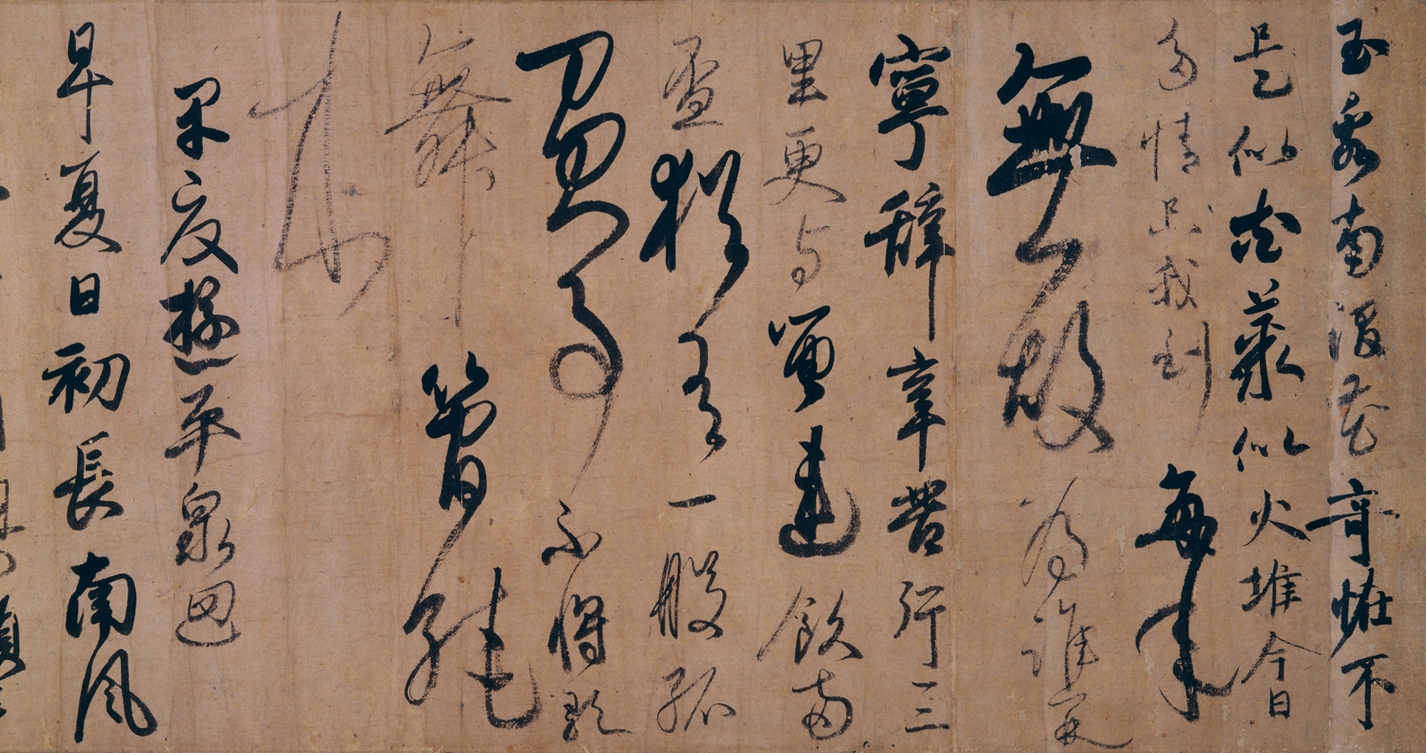
『玉泉帖』（部分）
小野道風書

文字は、はじめ実用として生まれたが、文化の進展につれ、美的に表現する方法が生まれた。この美化された文字を書という。書道とはこの文字の美的表現法を規格あるしつけのもとに学習しながら実用として生活を美化し、また趣味として心を豊かにし個性美を表現していくことである。そしてその学習過程において人格を練磨し情操を醇化していく。よって書道は人間修養の一方法であり、古来中国では六芸の一つとして尊崇されてきた。
書道は主に毛筆と墨を使いその特徴を生かして紙の上に文字を書く。その技法（書法）には、筆法、間架結構法、布置章法があり、それぞれに様々な方法が編み出され、書体や書風などによって使い分けられている。技法の習得には色々な教育機関を通じて書家に師事し古典を中心に学習し、書道展などに出品しながら技量を高めていくのが一般的である。
大作などの特殊な場合を除いて文化圏により書字動作に違いがみられ中国では高机に向かって立ったまま書くことが慣習であるが、日本では正座してしたためることが通例となっている。

## 歴史

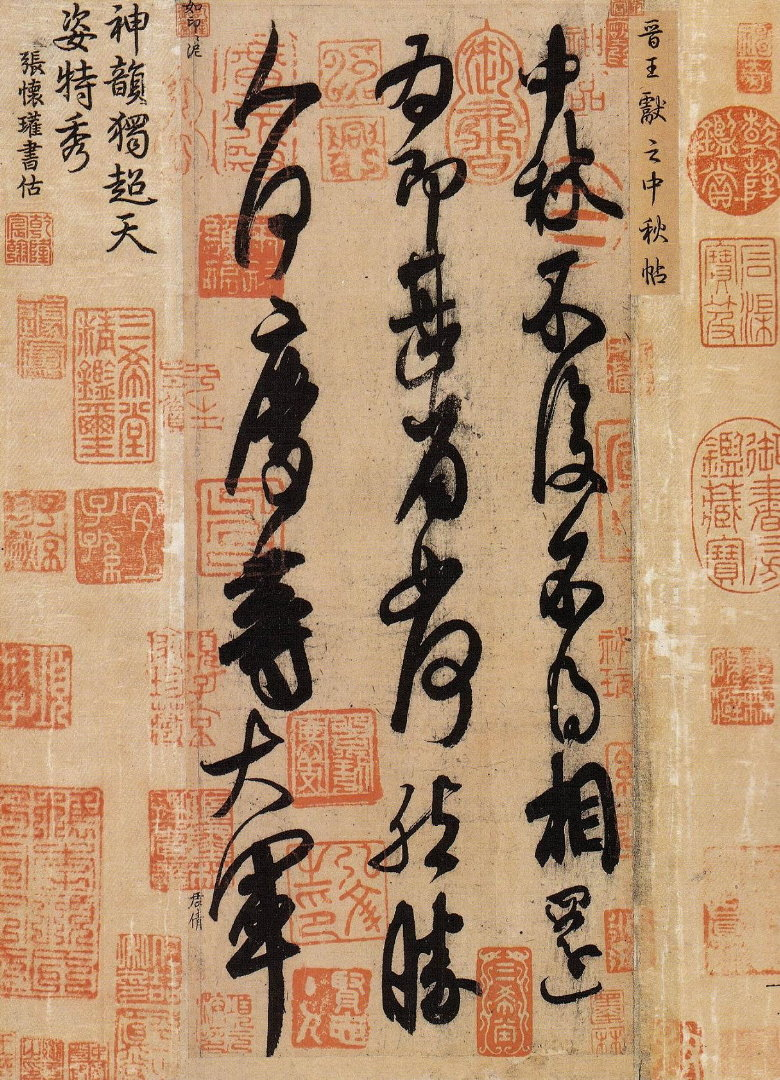
『中秋帖』王献之書

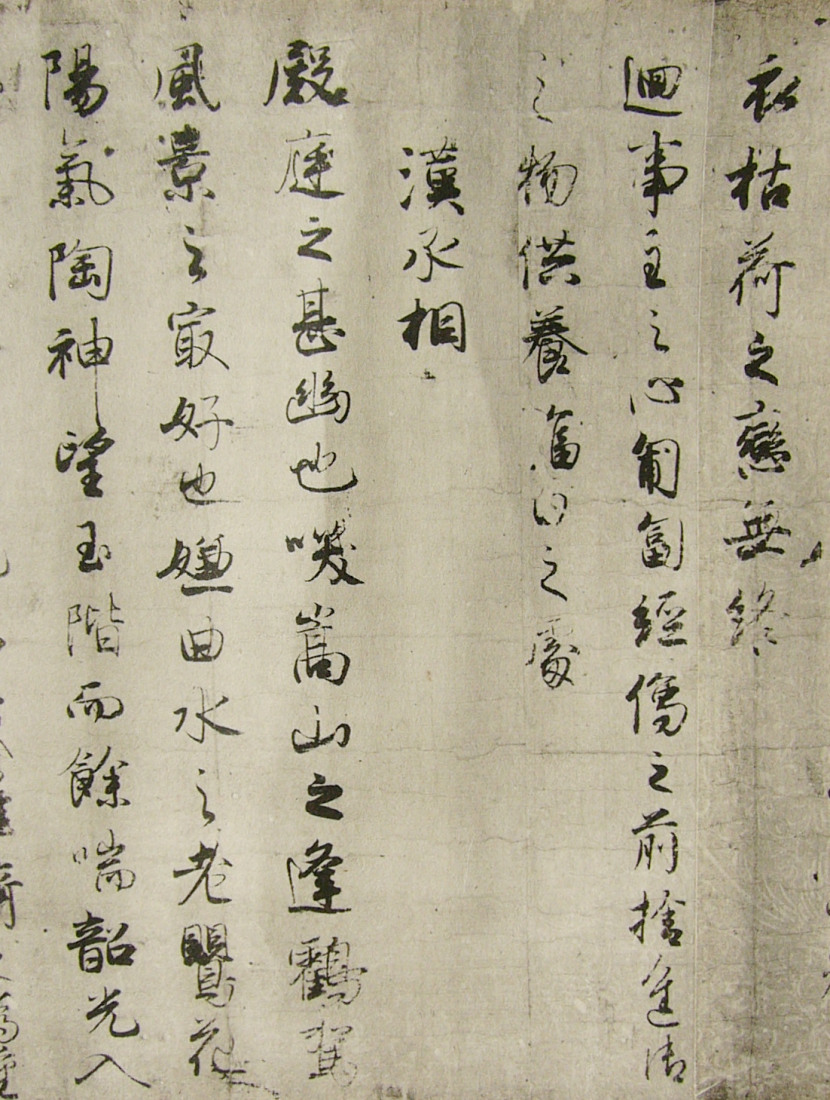
『本能寺切』（部分）藤原行成書

書道史は美術に関する史学の一部門であり、本源である中国の書道史と傍系である日本の書道史の2つに大別することができる。その書道史において現存する筆跡がもっとも重要な資料として活用され、その筆跡のもっとも重要な点はいつの時代に誰が何の目的で書いたかということである。

### 書人

#### 中国
| 称号         | 書家                                                           |
| ------------ | -------------------------------------------------------------- |
| 書聖         | 王羲之                                                         |
| 草聖         | 張芝（草書）・張旭（狂草）                                     |
| 二王         | 王羲之（大王）・王献之（小王）                                 |
| 二大宗師     | 王羲之・顔真卿                                                 |
| 古今の三筆   | 王羲之・鍾繇・張芝                                             |
| 初唐の三大家 | 欧陽詢・虞世南・褚遂良                                         |
| 初唐の四大家 | 欧陽詢・虞世南・褚遂良・薛稷                                   |
| 唐の四大家   | 欧陽詢・虞世南・褚遂良・顔真卿                                 |
| 宋の四大家   | 蘇軾・米芾・黄庭堅・蔡襄                                       |
| 楷書の四大家 | 欧陽詢（欧体）・顔真卿（顔体）・柳公権（柳体）・趙孟頫（趙体） |
| 四賢         | 張芝・鍾繇・王羲之・王献之                                     |

#### 日本

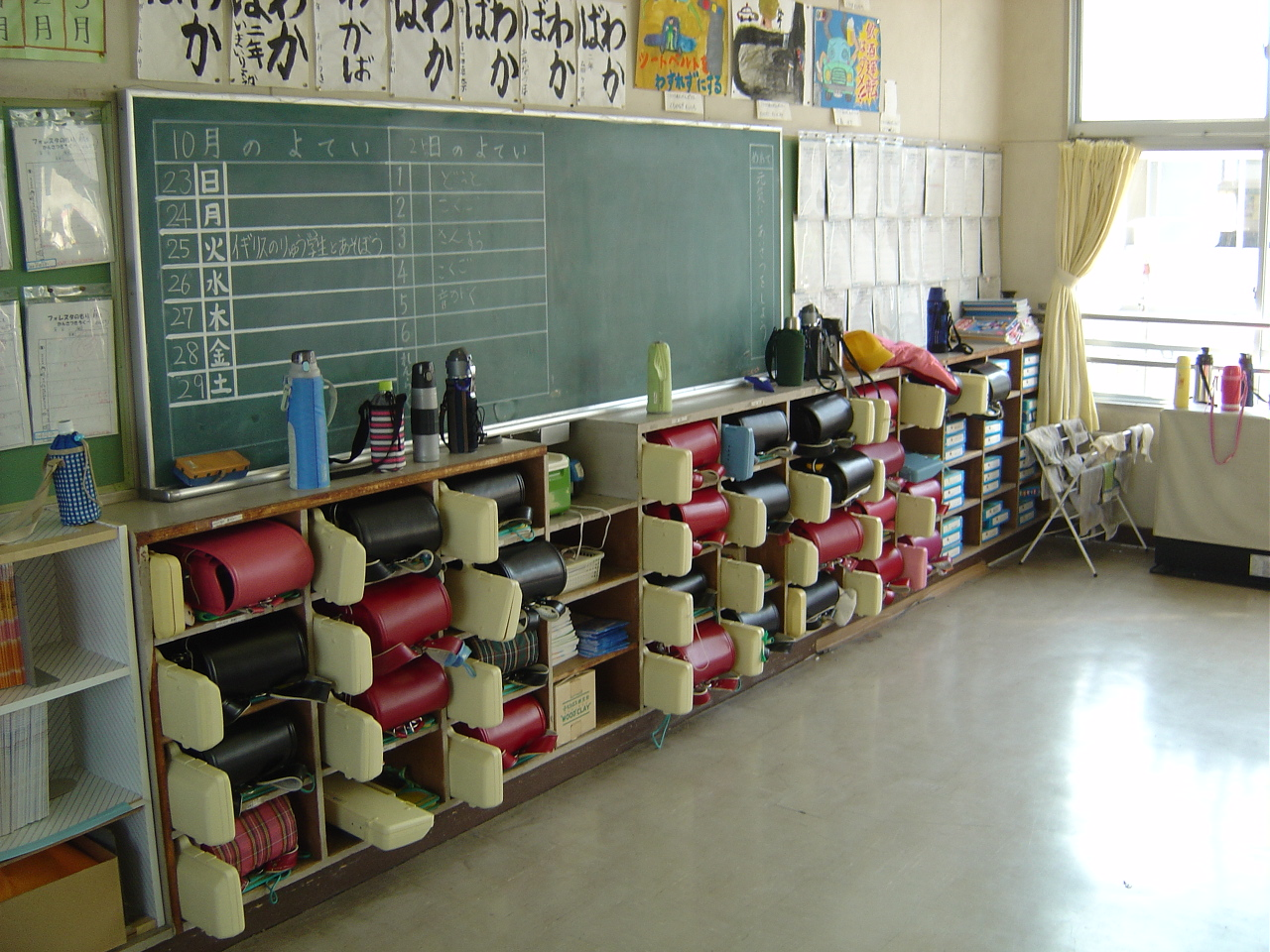
教室

| 称号           | 書家                                                 |
| -------------- | ---------------------------------------------------- |
| 三筆           | 空海・嵯峨天皇・橘逸勢                               |
| 三跡           | 小野道風（野跡）・藤原佐理（佐跡）・藤原行成（権跡） |
| 書の三聖       | 空海・菅原道真・小野道風                             |
| 世尊寺流の三筆 | 藤原行成・世尊寺行能・世尊寺行尹                     |
| 寛永の三筆     | 本阿弥光悦・近衛信尹・松花堂昭乗                     |
| 黄檗の三筆     | 隠元隆琦・木庵性瑫・即非如一                         |
| 幕末の三筆     | 巻菱湖・市河米庵・貫名菘翁                           |
| 明治の三筆     | 中林梧竹・日下部鳴鶴・巖谷一六                       |
| 昭和の三筆     | 日比野五鳳・手島右卿・西川寧                         |
| 近代書道の父   | 日下部鳴鶴                                           |
| 現代書道の父   | 比田井天来                                           |

### 筆跡
中国の筆跡は中国の筆跡一覧を、日本の筆跡は日本の書道史の各時代を、墨跡は禅林墨跡をそれぞれ参照のこと。

### 書論
書論とは書道に関する理論のことで、一般にはその著作物を指し書論書ともいう。
芸術はまず物作りから始まり、あとから理論が体系付けられてくる。長い書の歴史の中で文字を書くという行為が造形芸術となり、中国・日本で書道に関する理論が展開された。中国の場合、文字や書体の起源から始まり、書法、書品などを述べることが多く、初期の書論においてすでに書の本質的な価値が論じられている。これに対して日本の書論では書式や故実が語られ、中世・近世は特に家の格式や書風を伝えることの価値が重視された。
現存する中国最古の書論は、後漢時代に著された趙壱の『非草書』である。日本最古の書論は、唐様では空海の『遍照発揮性霊集』（空海の弟子・真済が空海生存中に編集）、和様では平安時代後期（1177年以前）に著された藤原伊行の『夜鶴庭訓抄』とされる。また藤原教長の口伝を藤原伊経が記録した書道秘伝書『才葉抄』も1177年頃のものである。

## 基本

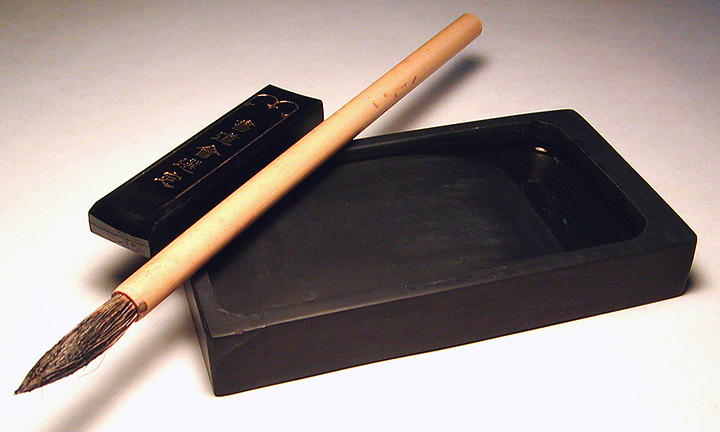
用具

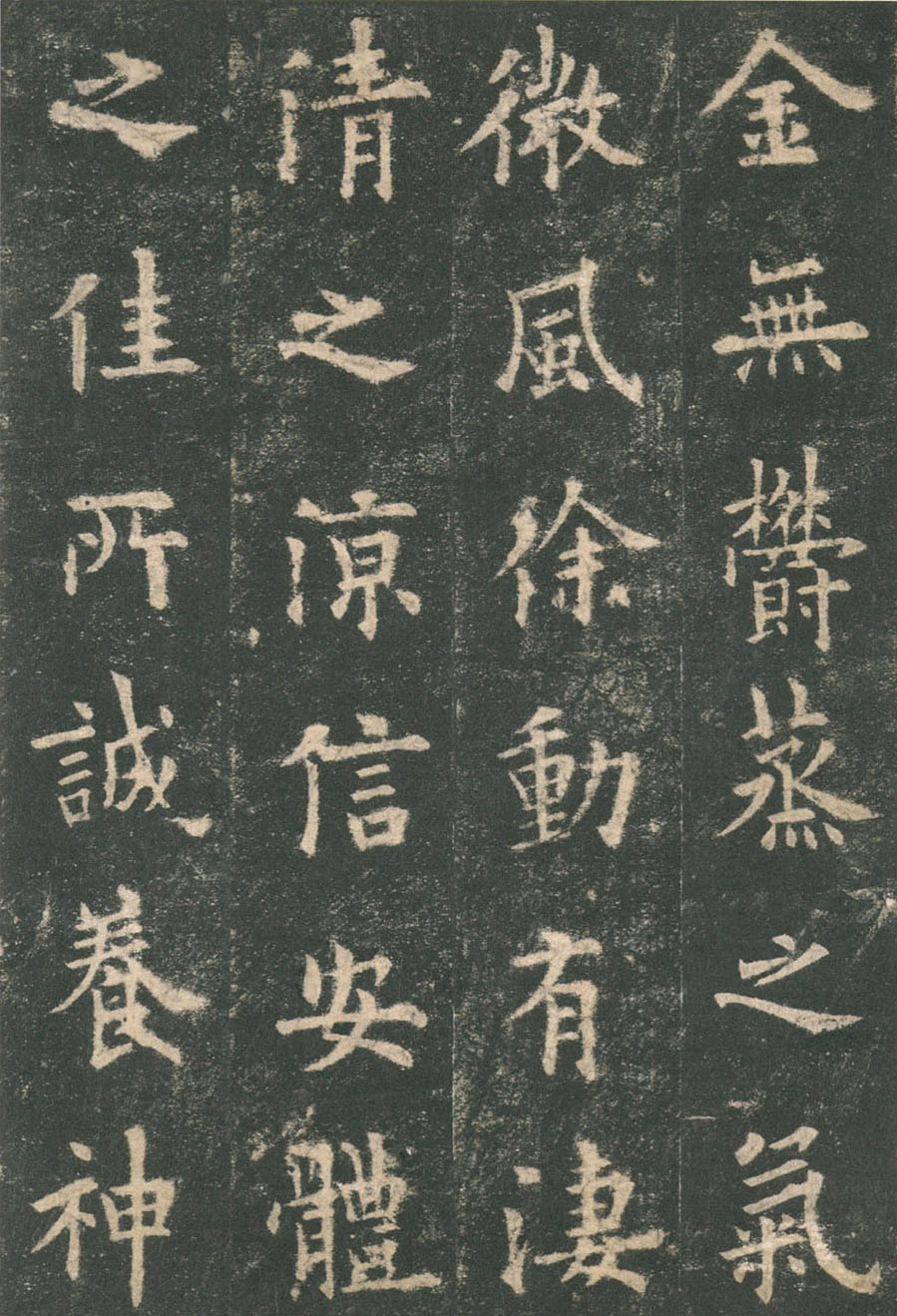
古典（九成宮醴泉銘）

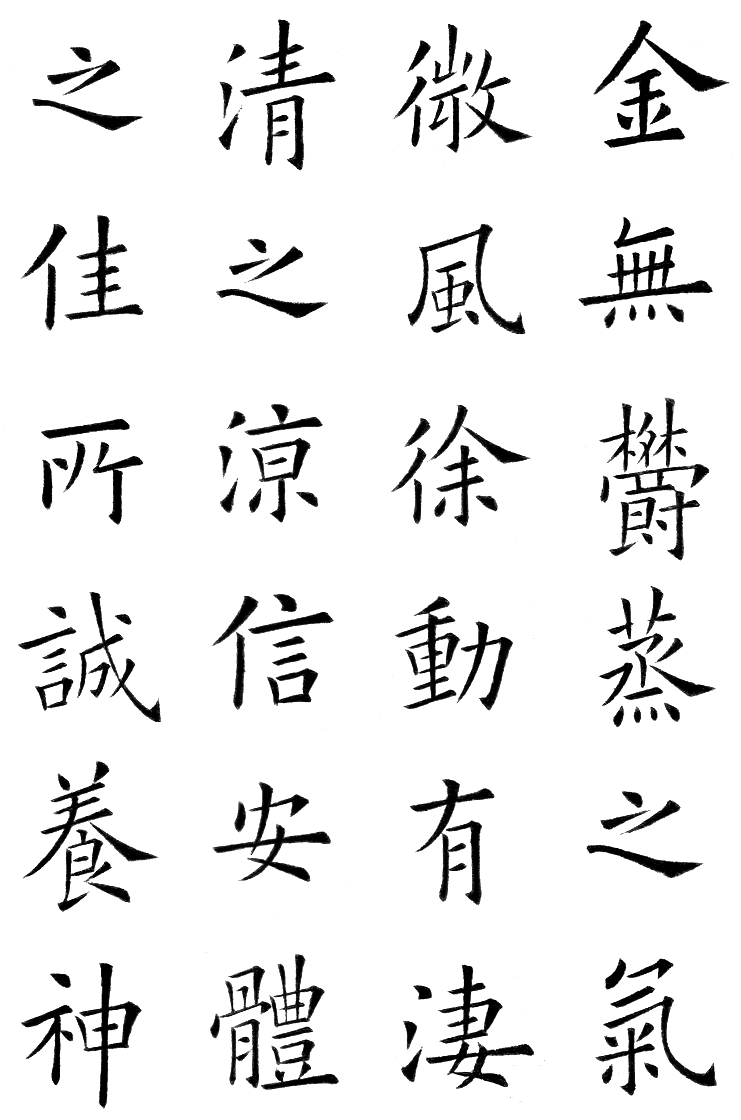
古典の学習（臨書）

### 用具
毛筆による書道の場合、硯・筆・紙・墨が最低限必要な用具であり、これらは文房四宝と呼ばれる。墨が固形の場合、水も必要となる。このほか、毛氈と呼ばれる下敷きも多用される。
| 硯 | 絵画におけるパレットと用途は同じである。墨を磨る、或いは墨汁をためておく役割を果たす。通常、石材が用いられるが、中には陶器や漆器などで出来たものもある。近年の学童用としては、セラミックやプラスチックで出来たものも使われている。               |
| 筆 | 馬、羊、狸などの動物の毛をまとめて木や竹の柄の先に取り付けたものが一般的である。ほかに、鶏、鼬、マングース、孔雀、竹などもある。楷書用の大筆は八分目までおろし、行草用は根本までおろして使うのが良いとされる。小筆は半分以上おろさない方がよい。 |
| 紙 | 大量生産された書道用紙が多く用いられるが、高級なものでは画仙紙、和紙なども使用される。 |
| 墨 | インクである。植物油や石油、松などの煤を膠で固め、保存性を高めたものが市販されている。煤を植物油や石油から採ったものを「油煙墨」、松から採ったものを「松煙墨」という。また、液体として墨汁も多用される。                                         |

- 文鎮 - 紙を固定するための重りである。大きさや重さに特に制限はない。

### 古典
書の古典とは、先人たちの努力と創意の積み重ねにより生まれた美しい筆跡であり、この古典を学ぶことが最も正統な書の学習とされる。書を究めることは容易ではないが、古典を学び先人たちの書とその変遷を知ることにより学書者に指針を与え、さらに作品の深さや心の高さなど独りでは到底到達できない境地まで引き上げる効果が期待できる。古典は数多くあるが、最初に学習すべき各書体の基本的な古典は通常以下のものとされる。
| 楷書 | 九成宮醴泉銘、孔子廟堂碑   |
| 行書 | 集王聖教序、蘭亭序         |
| 草書 | 書譜                       |
| 隷書 | 乙瑛碑、曹全碑             |
| 篆書 | 泰山刻石、石鼓文           |
| かな | 高野切第一種、高野切第三種 |

### 臨書
手本を見ながら書くことを臨書（りんしょ）といい、古典などの学習手段とされている。臨書には、形臨（けいりん）、意臨（いりん）、背臨（はいりん、暗書（あんしょ）とも）の方法があり、それを用いて技術・書作の原理を習得し、創作活動への自己の成長を図る。対象となる手本の全部を臨書することを全臨といい、その一部の臨書を節臨という。臨書は古来から行われており、奈良時代の光明皇后による王羲之の『楽毅論』の臨書が正倉院に現存する。臨書に対し、他人の書を参考にしないで、自分で創意工夫して書くことを自運（じうん）という。
| 形臨 | 字形を真似することに重点を置いて書く。手本にできるだけ忠実に字形や用筆法だけを模倣し、もっぱら技術面の習得を図る。 |
| 意臨 | 筆意を汲みとることに重点を置いて書く。作品が生まれた時代背景や作者の生き方、精神性まで模倣する。                   |
| 背臨 | 手本を記憶した後、手本を見ないで記憶を頼りに書く。その書風を自分のものとして他の作品にも応用していく。             |

## 学校教育

### 中国
中国では書法（shūfǎ）と呼ばれ、初等教育で指導される。簡体字移行後も繁体字での書道教育も模索された時期があるものの、政策としての簡体字推進に矛盾することから現在は簡体字の指導で統一される。硬筆・ボールペンなどの書道教育も試みられている。また、中国各地に書法協会が存在し、公教育から離れた立場で書道の発展に貢献している。

### 小学校・中学校
日本では国語科の書写として、小学校3学年 - 6学年と中学校全学年の授業での毛筆による指導が定められている。
GHQ時代には1951年まで禁止命令が出ていた。1971年に小学校での必修化が復活した。戦後は基本的に新字体で行われる。
2005年10月には、構造改革特別区域の一環として、静岡県伊東市が「書道教育特区」に認定された。2006年４月より同市の南小学校が特区研究開発校となり、現行の、３年生からの国語科の書写に加え、１・２年生の課程で「書道科」の授業が始まった。

### 高等学校
高等学校では音楽・美術などと並び、書道が芸術科の選択科目として配置されている。
書道科（専攻・コース等）を設置している高等学校（選択科目としてのコースを除く）には、以下のものがある。
- 埼玉県立大宮光陵高等学校 書道科
- 埼玉県立伊奈学園総合高等学校 芸術系 書道
- 埼玉県私立本庄第一高等学校体育・芸術専攻 書道
- 静岡県立沼津西高等学校 芸術科 書道専攻
- 静岡県私立浜松学芸高等学校 芸術科 書道課程
- 静岡県私立浜松学院高等学校 普通科 ドリーム実現コース 書道系
- 奈良県立桜井高等学校 普通科 書芸コース
- 岡山県私立明誠学院高等学校 特別芸術コース 書道系
- 広島県立熊野高等学校 普通科 芸術類型 書道コース
- 徳島県立名西高等学校 芸術科 書道
- 高知県立岡豊高等学校 普通科 書道コース
- 福岡県立太宰府高等学校 芸術科 書道専攻
- 福岡県立八幡中央高等学校 普通科 芸術コース 書道専攻
- 佐賀県立佐賀北高等学校 普通科 芸術コース 書道科
- 熊本市立必由館高等学校 普通科 芸術コース 書道系
- 大分県私立大分高等学校 普通科 特進個性コース 書道専攻
- 鹿児島県立松陽高等学校 普通科 書道コース

### 大学
大学では、 教育学部や文学部を置く大学では書道に関する講義を設けている。特に教員養成系の教育学部では書写教育・書道教育の研究室が置かれ、専門教育が施されている。
例えば、岩手大学、新潟大学、筑波大学、東京学芸大学、静岡大学、福岡教育大学では、書道に関する学科 ・専攻・学群・コース・領域が置かれ、大学院も併設し、有為な指導者の育成を目指している。筑波大学と、東京学芸大学、横浜国立大学、千葉大学、埼玉大学の4校からなる東京学芸大学大学院連合学校教育学研究科（連合大学院）には博士課程（芸術学博士：筑波、教育学博士：連合大学院）も設置されている。なお兵庫教育大学大学院連合学校教育学研究科にも同様な博士課程（教育学）があるが、書写教育のみを専門に扱っている。大東文化大学では書道学科、四国大学では書道文化学科を、安田女子大学でも書道学科を開設するなど、書家や教育者の本格的養成に努めている。なお、両大学は大学院にも書道に関する専攻を設置している。
書道についての実技試験・個別試験を特に課す学科・専攻等を設置している大学は以下のものがある。（国語・人文学系などと同じ受験方法で入学した後、学内の選考・希望で割り振られるものでないこと。）
- 北海道教育大学岩見沢校 教育学部 芸術課程 美術コース 書専攻
- 岩手大学 教育学部 学校教員養成課程 小学校教育コース（書道サブコース）・中学校教育コース国語科（書道）
- 岩手大学 教育学部 芸術文化課程 造形コース（書道）
- 新潟大学 教育学部 芸術環境創造課程 書表現コース（29年度から募集停止予定）
- 筑波大学 芸術専門学群 美術専攻 書コース
- 東京学芸大学 教育学部 教育系 中等教育教員養成課程（B類） 書道専攻
- 東京学芸大学 教育学部 教養系 芸術文化課程（G類） 書道専攻 ※平成26年度再編時に(B類)と統合予定[16]
- 静岡大学 教育学部 芸術文化課程 書文化専攻（28年度から募集停止）
- 京都教育大学 教育学部 美術領域専攻 書道分野
- 奈良教育大学 教育学部 総合教育課程 文化財・書道芸術コース 書道芸術専修
- 大阪教育大学 教育学部 小学校教員養成課程 美術・書道専攻
- 大阪教育大学 教育学部 中学校教員養成課程 美術・書道専攻
- 大阪教育大学 教育学部 教養学科 芸術専攻 美術・書道コース
- 福岡教育大学 教育学部 中等教育教員養成課程／教科コース 書道専攻
- 福岡教育大学 教育学部 生涯スポーツ芸術課程／芸術コース 書美領域（28年度から募集停止）
- 二松學舍大学 文学部 中国文学科 書道専攻
- 大東文化大学 文学部 書道学科
- 和洋女子大学 文化総合芸術専修 書道コース
- 皇學館大学 文学部 国文学科 書道コース
- 聖徳大学 人文学部 日本文化学科 書道文化コース
- 相模女子大学 学芸学部 日本語日本文学科 国語・書道教育コース
- 岐阜女子大学 文化創造学部 文化創造学専攻 書道文化コース
- 滋賀文教短期大学 国文学科 書道課程
- 京都橘大学 文学部 日本語日本文学科 書道コース
- 花園大学 文学部 国文学科 書道コース
- 大阪大谷大学 文学部 日本語日本文学科 書道教育コース
- 大阪樟蔭女子大学 文学部 国文学科 国文学専攻 書道コース
- 梅花女子大学 文化表現学部 日本文化創造学科 書道・書画コース
- 四国大学 文学部 書道文化学科
- 安田女子大学 文学部 書道学科
- 尚絅大学 文化言語学部 文化言語学科 書道コース

### 専修学校
書道を専門に学ぶ日本の専修学校には以下のものがある。
- 雪嶺書道専修学校 書道科 - 北海道
- 日本書道専門学校 - 東京都
- 日本書道芸術専門学校 - 静岡県
- 淡海書道文化専門学校 - 滋賀県
- 関西書道専門学校 - 岡山県
- 七尾服飾専門学校 書道専科（別科） - 石川県
- 池坊文化学院 土曜日コース 書道（別科） - 京都府

### 部活動
一部の中学校・高等学校・大学などの部活動では、書道を行う部活動（「書道部」など）が設置されている。各大会・展示会への出品、書道パフォーマンスなどを行っているところが多い。高校生を中心に、音楽やダンス、チームワークを組み合わせたダイナミックな表現が人気を博している。こうした活動を通じて、伝統的な書道の新しい可能性を探る動きが進んでいる。

## 日本の書道団体
芸術系と教育系の団体があり、芸術系では日展が全国的な公募展を行っている。このほか、地方・都道府県単位で組織する書作家協会や、書家が主宰する様々な会（社中とも呼ばれる）がある。教育系団体は独自の検定試験などを行い、書道の普及活動に努めている。

### 主な団体

#### 芸術系
- 公益社団法人 日展
- 公益社団法人 日本書芸院
- 公益社団法人 全日本書道連盟
- 公益社団法人 創玄書道会
- 公益社団法人 大日本書芸院
- 公益社団法人 中部日本書道会
- 公益社団法人 日本総合書芸院
- 公益社団法人 日本書作家協会
- 一般財団法人 毎日書道会
- 公益財団法人 全国書美術振興会
- 公益財団法人 独立書人団
- 読売書法会
- 書象会
- 興朋会
- 謙慎書道会
- 産経国際書会
- 東北書道会

#### 教育系
- 全国書教研連盟（書研）
- 全日本書芸文化院（全書芸）
- 一般財団法人 日本書写技能検定協会
- 公益財団法人 日本書道教育学会
- 公益財団法人 日本習字教育財団
- 全日本高等学校書道教育研究会（全高書研）[18]
- 公益財団法人 書道芸術院[19]
- 公益財団法人 日本習字学会[20]
- 公益財団法人 書壇院[21]
- 公益財団法人 書海社[22]
- 書象会[23]
- 東京書道院[24]
- 日本書道学院
- 日本教育書道連盟
- 清風会
- 東京書道教育会
- 書道研究書芸会
- 学書院[25]
- 日本書鏡院
- 公文書写
- 紫雲書道会[26]
- 日本教育書道振興会

### 技量の判定
現在、唯一客観的な書道の技量判定基準を持つ資格として、文部科学省後援の毛筆書写技能検定がある。これは最下位の5級から最上位の1級まであり、段位の認定がない。1級を取得すると、指導者として公的資格を持つと認定される。
これに対して一般的に普及している段級位や師範の認定は、各流派・団体が独自に行っており、統一基準が存在しない。よって同じ段級位であった場合でも実力に差があるケースもある。

### 書道研究
現在、日本には書道、および文字にかかわる学会・研究会として次のものがある。
- 書学書道史学会
- 全日本高等学校書道教育研究会
- 全国大学書道学会
- 全国大学書写書道教育学会
- 全日本書写書道教育研究会
- 石川書道研究会

## 職業と書道、デザイン書道
日本では昔から「読み書きソロバン」として、寺子屋などで習字が指導されてきた。この伝統の下、多くの書道教室・習字教室が存在している。指導者は高齢化の傾向にあったが近年、武田双雲のように若手の書家がテレビ番組や若者向き雑誌に登場するなどの変化も見られる。
また、コンピュータの発達とともに、コンピュータを使って書作品を加工したりするハードルが下がるのと時を同じくして、デザイン書道と呼ばれるジャンルが確立してきた。広義ではデジタル書道、字画像(じがぞう)、アート書道、商業書道とも称される。これは書作品を生活雑貨やインテリア、表札などの多様なものにコンピュータ処理などを経てデザインしていくもので、書にまつわる新しい表現スタイル、職業として注目されている。